# Xuxa Lopes
Maria Luísa de Sousa Dantas Lopes, conhecida pelo seu nome artístico de Xuxa Lopes, (Rio de Janeiro, 7 de Dezembro de 1953) é uma atriz brasileira. Teve um filho de nome Bento, fruto de seu relacionamento com o ator Cláudio Marzo.
Presente em quatro filmes da diretora Ana Carolina: Das Tripas Coração, Sonho de Valsa, Amélia e Gregório de Mattos.

## Filmografia

### Televisão
| Ano  | Título                      | Personagem                                 | Notas                                         |
| ---- | --------------------------- | ------------------------------------------ | --------------------------------------------- |
| 1986 | Dona Beija                  | Carlota Joaquina Teresa Caetana de Bourbon |                                               |
| 1986 | Novo Amor                   | Lia                                        |                                               |
| 1990 | Delegacia de Mulheres       | Gisela Freitas                             | "Episódio: "Por Linhas Tortas"                |
| 1993 | O Mapa da Mina              | Priscilane                                 |                                               |
| 1993 | Você Decide                 | —                                          | Episódio: "A Chantagem"                       |
| 1994 | Você Decide                 | —                                          | Episódio: "A Última Chance"                   |
| 1994 | Você Decide                 | —                                          | Episódio: "Dor de Amor"                       |
| 1996 | Malhação                    | Laura                                      |                                               |
| 1997 | Zazá                        | Marina                                     |                                               |
| 1998 | Mulher                      | Lucy Amorim                                | Episódio: "Ética"                             |
| 1998 | Você Decide                 | —                                          | Episódio: "Dupla Traição"                     |
| 2000 | Laços de Família            | Glória                                     |                                               |
| 2003 | Mulheres Apaixonadas        | Leila Gonçalves                            |                                               |
| 2005 | A Lua me Disse              | Mildred Crawford                           |                                               |
| 2005 | Carandiru, Outras Histórias | Sonia                                      | Episódio: "O Julgamento"                      |
| 2005 | Malhação                    | Vanessa Ávila                              |                                               |
| 2006 | JK                          | Camilinha Sampaio                          |                                               |
| 2006 | Páginas da Vida             | Isabelita Ferreira (Belita)                |                                               |
| 2007 | Mandrake                    | Juíza                                      | Episódio: "João Santos"                       |
| 2008 | Casos e Acasos              | Mulher de Teixeira                         | Episódio: "O Encontro, O Assédio e O Convite" |
| 2008 | Negócio da China            | Abigail                                    |                                               |
| 2010 | Ti Ti Ti                    | Madame Macieira                            |                                               |
| 2011 | Insensato Coração           | Dolores                                    |                                               |
| 2012 | As Brasileiras              | Noêmia                                     | Episódio: "A Reacionária do Pantanal"         |
| 2012 | A Grande Família            | Lurdinha                                   | Episódio: "Ligações Perigosas"                |
| 2013 | Sangue Bom                  | Bluma Lancaster                            |                                               |

### Cinema
| Ano  | Título                                                  | Personagem           |
| ---- | ------------------------------------------------------- | -------------------- |
| 1976 | Assuntina das Américas                                  | —                    |
| 1977 | Snuff, Vítimas do Prazer                                | Anna                 |
| 1978 | Pequenas Taras                                          | Companheira de Diogo |
| 1980 | Prova de Fogo                                           | Psicóloga            |
| 1981 | Bonitinha Mas Ordinária ou Otto Lara Rezende            | Mulher de Peixoto    |
| 1981 | Memórias do Medo                                        | Ana Maciel           |
| 1982 | Das Tripas Coração                                      | Miriam               |
| 1984 | Águia na Cabeça                                         | Helena               |
| 1987 | Sonho de Valsa                                          | Teresa               |
| 1987 | Sonhos de Menina Moça                                   | Débora               |
| 1987 | Fonte da Saudade                                        | Sílvia               |
| 1996 | Corazón iluminado                                       | Lilith               |
| 1996 | O Lado Certo da Vida Errada                             | —                    |
| 2000 | Amélia                                                  | Atriz Perdida        |
| 2002 | Gregório de Mattos                                      | Mulher de Rua        |
| 2013 | Casa da Mãe Joana 2                                     | Quitéria             |
| 2014 | A Primeira Missa ou Tristes Tropeços, Enganos e Urucum  | Índia                |
| 2014 | Ensaio                                                  | Sara                 |
| 2015 | Bem Casados                                             | Mãe da Noiva         |
| 2016 | A Menina Índigo                                         | Antônia              |
| 2019 | Babenco - Alguém Tem que Ouvir o Coração e Dizer: Parou | Ela mesma            |

## Teatro
Fonte: Enciclopédia Itaú Cultural
- 1976 - As Pequenas Histórias de Lorca
- 1976 - Dependências de Empregada
- 1979 - Prometeu Acorrentado
- 1980 - A Serpente
- 1982 - Hedda Glaber
- 1985 - As You Like It
- 1988 - Louco Amor
- 1990 - Vem Buscar-me que Ainda Sou Teu
- 1992 - A Morte e a Donzela
- 1994 - Repetition
- 1995 - O Melhor do Homem
- 1996 - Mary Stuart
- 1999 - A Rainha da Beleza de Leenane
- 2001 - Jantar Entre Amigos - Pequenos Terremotos
- 2004 - Repetition
- 2007 - Simpatia
- 2009 - La Musica
- 2009 - Oito Mulheres[8]
- 2011 - Crônica da Casa Assassinada
- 2012 - Popcorn

## Prêmios e indicações
| Ano  | Associações            | Categoria                   | Nomeações           | Resultado | Ref.   |
| ---- | ---------------------- | --------------------------- | ------------------- | --------- | ------ |
| 1992 | Prêmio Shell           | Melhor Atriz                | A Morte e a Donzela | Venceu    | [ 9 ]  |
| 2006 | Troféu Top of Business | Atriz Destaque em Televisão | JK                  | Venceu    | [ 10 ] |